# Juha Luhtanen
Juha Jakko Luhtanen (Lahti, 12 dicembre 1969) è un ex cestista finlandese.

## Carriera
Con la Finlandia ha disputato i Campionati europei del 1995.

## Palmarès

### Squadra
- Campionato finlandese: 1

Namika Lahti: 1999-2000
- Coppa di Finlandia: 1

Namika Lahti: 2000

### Individuale
- Korisliiga MVP finali: 1

Namika Lahti: 1999-2000